# Altayköy, Dicle
Altayköy là một xã thuộc huyện Dicle, tỉnh Diyarbakır, Thổ Nhĩ Kỳ. Dân số thời điểm năm 2008 là 473 người.